# Janne Lundblad
Janne Lundblad (ur. 11 kwietnia 1877 w Linköping, zm. 24 listopada 1940 w Sztokholmie) – szwedzki jeździec sportowy. Dwukrotny medalista olimpijski.
Specjalizował się we ujeżdżeniu. Brał udział w dwóch igrzyskach (IO 20, IO 28), na obu zdobywał medale. W 1920 triumfował w konkursie indywidualnym, na podium stanęli również jego rodacy Bertil Sandström i Hans von Rosen. Startował na koniu Uno. W 1928 zajął drugie miejsce w drużynie, a partnerowali mu Carl Bonde i Ragnar Olson Indywidualnie zajął 4. miejsce.